# آول جابان برو ريسلينغ
أول جابان برو ريسلينغ هي منظمة واتحاد مصارعة محترفة ياباني تأسس في 21 أكتوبر 1972.